# Madhura
Madhura es una ciudad de la India, en el distrito de Araria, estado de Bihar.

## Geografía
Se encuentra a una altitud de 77 m s. n. m. a 201 km de la capital estatal, Patna, en la zona horaria UTC +5:30.

## Demografía
Según estimación 2011 contaba con una población de 24 769 habitantes.